# Plejaden
Die Plejaden (auch Atlantiden, Atlantiaden, Siebengestirn, Taube, Sieben Schwestern, Gluckhenne) sind ein offener Sternhaufen, der mit bloßem Auge gesehen werden kann. Im Messier-Katalog hat er die Bezeichnung M45. Sie sind Teil unserer Galaxie, der Milchstraße. Ihren Namen erhielten sie von den Plejaden der griechischen Mythologie. Die hellsten Sterne sind ebenfalls nach einzelnen Plejaden oder ihren Eltern benannt.
Der Sternhaufen liegt knapp 140 Parsec entfernt im Sternbild Stier, umfasst mindestens 400 Sterne mit einer Gesamtmasse von mindestens 760 Sonnenmassen und ist etwa 125 Millionen Jahre alt. Die Zahl der Sterne kann auch deutlich höher liegen und wird bisweilen bei über 1000 angenommen, da einerseits enge Doppelsternsysteme bei der Angabe nicht mit einbezogen werden und viele sehr lichtschwache Sterne durch Staub- und Gaswolken verdeckt sein können und so nicht detektiert wurden.

## Beobachtung

Sternkarte der Plejaden mit allen Sternen bis zur 9 mag (gelb = die sieben Hauptsterne bis 5 mag)

Da die Plejaden bereits lange vor Erfindung des Teleskops als Sterngruppe bekannt waren, werden traditionell auch oft nur die hellsten Hauptsterne als Plejaden bezeichnet. In manchen Kulturen und historischen Darstellungen werden nur sechs Sterne zu den Plejaden gerechnet. Der Grund dafür ist Pleione, der ein veränderlicher Stern ist.
Seine scheinbare Helligkeit schwankt langsam, aber unregelmäßig zwischen der von Taygeta und Celaeno, so dass Pleione manchmal erst dann gesehen wird, wenn Celaeno auch schon erkannt werden kann.
Mit bloßem Auge sind daher, je nach Sichtbedingungen, sechs bis neun Sterne zu erkennen. Der Sehungsbogen ist bei klarem Himmel mit 14,5° bis 15,5° anzusetzen; bei trüber Witterung mit 19,5° bis 20,5°. Der heliakische Aufgang ist bei guten Sichtbedingungen ab einer Horizonthöhe von 6° bis 7° beobachtbar; die Sonne befindet sich zu diesem Zeitpunkt etwa 9° unter dem Horizont.
| Name                  | F  | scheinbare Helligkeit | Spektral- klasse | Masse ({\displaystyle {M_{\odot }}}) | Eigenbewegung (mas/a) | Eigenbewegung (mas/a) | Entfernung (Lj) |
| Name                  | F  | scheinbare Helligkeit | Spektral- klasse | Masse ({\displaystyle {M_{\odot }}}) | Rektasz.              | Deklin.               | Entfernung (Lj) |
| --------------------- | -- | --------------------- | ---------------- | ------------------------------------ | --------------------- | --------------------- | --------------- |
| Alkione               | 25 | 02,87                 | B5 IIIe          | 6,0                                  | 019,3                 | −43,7                 | 0410            |
| Atlas                 | 27 | 03,63                 | B8 III + B8 V    | 4,7 + 3,4                            | 017,7                 | −44,2                 | 0390            |
| Electra               | 17 | 03,70                 | B6 IIIe          | 4,65                                 | 020,8                 | −46,1                 | 0405            |
| Maia                  | 20 | 03,87                 | B8 III           | 4,2                                  | 021,0                 | −46,0                 | 0360            |
| Merope                | 23 | 04,18                 | B6 IVe           | 4,25                                 | 021,1                 | −43,7                 | 0380            |
| Taygeta               | 19 | 04,30                 | B6 IV            | 4,4                                  | 021,2                 | −40,6                 | 0410            |
| Pleione               | 28 | 04,83…5,38            | B8 Vne           | 3,6                                  | 018,1                 | −47,7                 | 0450            |
| Celaeno               | 16 | 05,46                 | B7 IV            | 4                                    | 019,9                 | −45,0                 | 0440            |
| Asterope              | 21 | 05,76                 | B8 V             |                                      | 020,3                 | −46,0                 | 0445            |
| 22 Tauri (Sterope II) | 22 | 06,42                 | A0 Vn            |                                      | 019,6                 | −44,9                 | 0440            |
| HD 23753              | -  | 05,45                 | B8 V             |                                      | 019,7                 | −47,1                 | 0425            |
| 18 Tauri              | 18 | 05,65                 | B8 V             |                                      | 020,2                 | −46,1                 | 0450            |

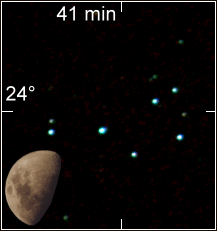
Mond und Plejaden
(Größenvergleich)

Die Plejaden sind etwa von Anfang Juli bis Ende April am nördlichen Sternhimmel sichtbar.
Im NGC-Katalog sind die Plejaden nicht aufgeführt, jedoch gibt es im Bereich der Plejaden mehrere Reflexionsnebel mit eigenen NGC-Nummern. Hierzu gehören der Maja-Nebel NGC 1432 und der Merope-Nebel NGC 1435. Nur etwa eine halbe Bogenminute oder 0,06 Lichtjahre von Merope entfernt befindet sich eine Konzentration von interstellarem Staub, die als IC 349 oder Barnards Merope-Nebel bekannt ist und kinematisch unabhängig von den Plejaden ist.
Der offene Sternhaufen erscheint mit einer Ausdehnung von ca. 2° etwa viermal so groß wie der Mond, der zum Vergleich unten links in die Aufnahme kopiert wurde. Unberücksichtigt ist die physiologische Wahrnehmung, helle Objekte am Himmel in ihrer Größe zu überschätzen.

## Datenlage zur Entfernung des Sternhaufens
Die Plejaden befinden sich mit etwa 400 Lichtjahren Entfernung nahe genug, damit aufgrund des Umlaufs der Erde um die Sonne im Laufe eines Jahres für die einzelnen Sterne eine messbare jährliche Parallaxe auftritt. Mit Hilfe dieser Methode und Messungen weiterer Methoden ergab sich für die Plejaden ein Abstand von etwa 135 Parsec (entspricht etwa 440 Lichtjahre). Unter Verwendung der trigonometrischen Parallaxe wurde dann allerdings mit dem 1989 gestarteten Satelliten Hipparcos die Entfernung der Plejaden 1999 abweichend zu anderen vorangegangenen Messungen auf 120 Parsec (entspricht 390 Lichtjahre) bestimmt. 2009 wurden in einer Publikation unter Verwendung der Hipparcos-Daten sogar weniger als 120 Parsec angegeben. Die Daten des Hipparcos-Satelliten wichen damit deutlich von früheren Messungen ab. Die aus den Hipparcos-Daten ermittelte Entfernung bedeutete jedoch, dass die physikalischen Modelle für junge Sterne korrigiert werden mussten: Wegen der nun kleineren Distanz bei gleicher scheinbarer Helligkeit müssten die Sterne in den Plejaden tatsächlich mit geringerer absoluter Helligkeit leuchten. Um dies in den physikalischen Modellen zu berücksichtigen, müssten die Sterne der Plejaden einen weitaus höheren Heliumanteil besitzen, welcher so allerdings nicht nachgewiesen wurde. Als 2014 eine erneute trigonometrische Messung durch Very Long Baseline Interferometry die ursprünglichen Messungen von rund 135 Parsec Entfernung bestätigten und damit die bisherigen physikalischen Modelle untermauerten, wurden Zweifel an den Berechnungen mit den Hipparcos-Daten laut. Auch zur Nachfolgemission Gaia, welche die Genauigkeit der Messungen von Hipparcos übertreffen soll, gab es daraufhin kritische Stimmen, da bei Gaia dieselbe Methodik verwendet wird wie bei Hipparcos. Erwähnenswert ist, dass andere Entfernungsmessungen von Hipparcos mit anderen Daten übereinstimmen und die Datenlage allein bei denen der Plejaden abweicht. Vorläufige Ergebnisse der Gaia-Mission, die im September 2016 veröffentlicht wurden, geben nun die Entfernung der Plejaden mit 134 ± 6 Parsec an, bestätigen also ebenso wie die 2014 vorgenommene trigonometrische Messung durch die Very Long Baseline Interferometry die älteren Distanzbestimmungen. Auch die neueste Entfernungsbestimmung, die auf dem 2022 publizierten dritten Daten-Release von Gaia (Gaia DR3) beruht, führt mit 135,74 ± 0,10 Parsec zu einem ähnlichen Ergebnis.

## Kulturelle Bedeutung

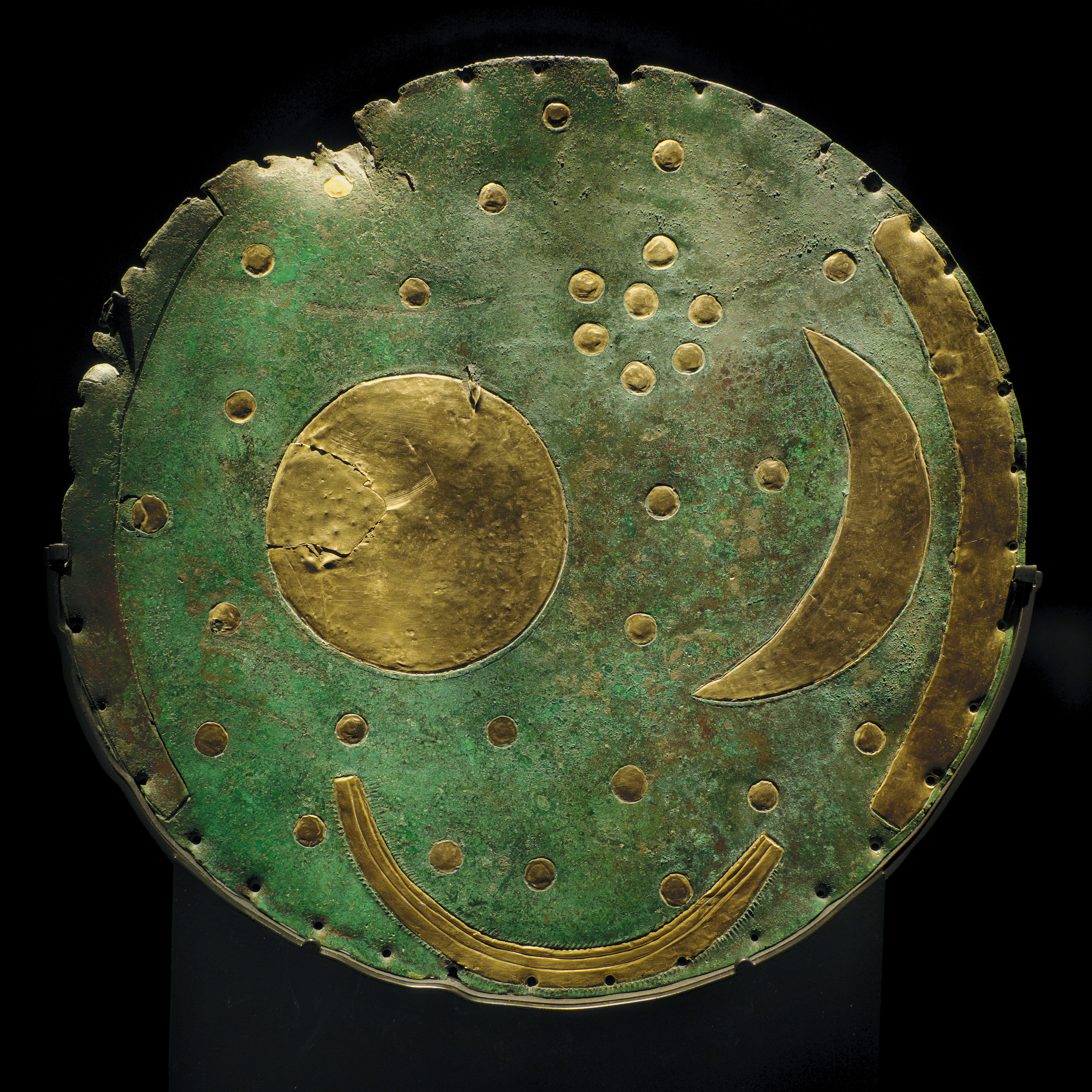
Himmelsscheibe von Nebra Die Plejaden zwischen Vollmond und zunehmendem Mond

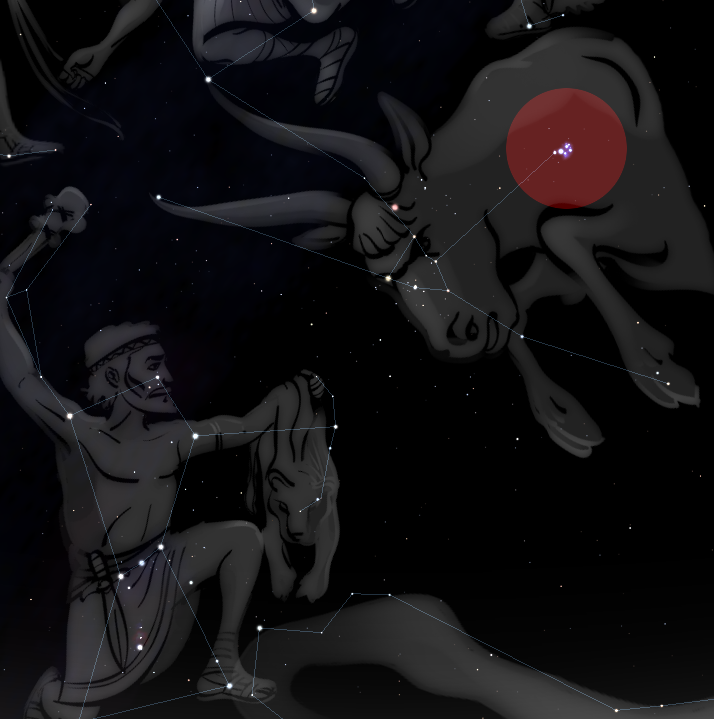
Die Plejaden im Sternbild Stier
Der rote Kreis kennzeichnet deren Position.

Die Plejaden galten in vielen Kulturen als besondere Sternformation. So wird z. B. eine Gruppe sechs gezeichneter Punkte in den Höhlen von Lascaux als Darstellung der Plejaden gedeutet.
Ein bedeutendes, vermutlich der Astronomie dienendes Objekt aus Mitteleuropa ist die Himmelsscheibe von Nebra. Eine Gruppe von sieben eng beieinander liegenden Punkten wird mit den Plejaden identifiziert.
Das Siebengestirn wurde erstmals in Sumer schriftlich als Sternbild erwähnt (mul.mul) und als Siebengottheit der großen Götter bezeichnet. Schon in präislamischer Zeit sahen die Araber die Plejaden als zentralen Asterismus des Sternbilds Thurayya.
Im vorchristlichen Griechenland hat Sappho die Plejaden besungen.
In der Bibel werden die Plejaden in den Büchern Hiob (Hi 9,9 ; 38,31 ) und Amos (Am 5,8 ) erwähnt: „Knüpfst du die Bänder des Siebengestirns, oder löst du die Fesseln des Orion?“ (Hi 38,31 ).
Im biblischen Mythos werden die Plejaden als Taube symbolisiert, welche als Frühlingsgestirn die Wiederaufweckung der Natur ankündigen.
Sie galten als Sterne des Enki oder Sterne, die dort stehen, woher der Ostwind kommt. Im Astrolab B, das aus dem 12. Jahrhundert v. Chr. stammt, repräsentieren die Plejaden das zweite Tierkreiszeichen Stier.
Als bildliches Glyptik-Symbol und Darstellung als Siebengottheit finden sich die Anfänge bei den Assyrern in der Zeit vom 15. zum 14. Jahrhundert v. u. Z., der Mitanni-Zeit. Häufig zierten die Plejaden assyrische Denkmäler und wurden in prophetischen Texten angerufen. In Babylonien spielte das Siebengestirn eine mehr untergeordnete Rolle und wurde daher kaum bildlich dargestellt. Die Babylonier sahen in ihm die magische Zahl vierzig, da die Plejaden für 40 Tage von der Sonne verdeckt wurden.
Die hellsten Sterne sind nach Gestalten der griechischen Mythologie benannt, dem Titanen Atlas (daher der andere Name), seiner Frau Pleione sowie ihren sieben Töchtern Alkyone, Asterope, Celaeno, Elektra, Maia, Merope und Taygete. Die Plejaden, die als Nymphen einzuordnen sind, erzogen Dionysos und Zeus.
Der Mythologie nach wurden sie von Orion verfolgt. Zeus versetzte sie als Sternbild an den Himmel, doch auch dort werden sie noch immer von Orion verfolgt, dessen Sternbild sich etwa 30° südöstlich der Plejaden befindet.

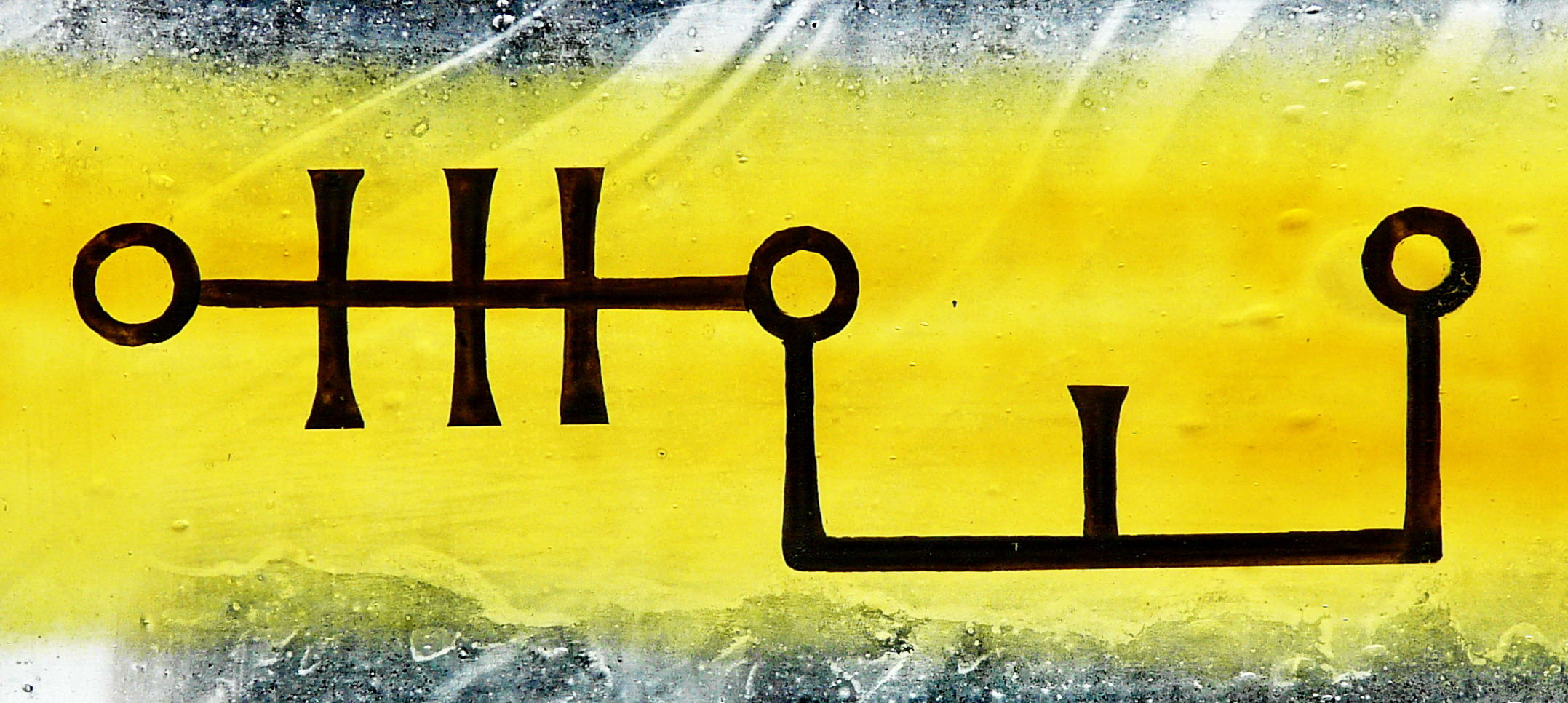
Symbol der Plejaden (1533)

In Japan sieht man die sechs hellsten Sterne der Plejaden als das Sternbild Subaru an, wovon der Name und das Markenzeichen der japanischen Automobilmarke Subaru abgeleitet ist.
In der arabischen Literatur werden die Plejaden الثريا ath-Thurayya genannt. Der Name wurde auch zu einem weiblichen Vornamen im türkischen (als Surayya) und im arabischen Sprachraum (z. B. Soraya Obaid). Es ist auch der Name des Satellitentelefonsystems Thuraya, das seinen Sitz in den Vereinigten Arabischen Emiraten hat.
Ein 1891 in Allach bei München gefundenes keltisches Eisenschwert aus dem dritten Jahrhundert vor Christus ist mit goldenen Tauschierungen ausgeführt, die die Plejaden zeigen.
In der australischen Aborigine-Mythologie der Ureinwohner des südostaustralischen Bundesstaates Victoria repräsentieren die sieben Schwestern Karatgurk das in der westlichen Astronomie als Plejaden bekannte Sternbild.

### Landwirtschaftliches und waidmännisches Kalendergestirn
Für die Beduinen signalisiert der Aufgang der Plejaden den Sommer und der Untergang den Winter: „Die Plejaden gehen auf über dürrer Getreidegarbe und unter, wenn das Tal zum Bach wird.“ Das entspricht der jüdischen Anschauung: „Die Welt kann wegen der Kälte der Plejaden nur deshalb bestehen, weil der Sirius mit seiner Hitze für Ausgleich sorgt.“
Die Griechen und Römer (lateinisch Vergiliae) betrachteten den Frühuntergang des Siebengestirns Anfang November als das Zeichen der Feldbestellung und das Ende der Schifffahrt. Mit dem Frühaufgang um den damaligen 20. Mai galten die Plejaden als Signalgeber für die beginnende Ernte (siehe auch Gezer-Kalender).
Flavius Josephus erwähnt, dass beim Niedergang des Siebengestirns um die Zeit des Laubhüttenfestes im November der einsetzende Regen dem Wassermangel ein Ende macht. Die Massai in Afrika benutzen die Plejaden in der heutigen Zeit als Regenzeitsignalgestirn.
Die von Gladys Dickson herausgegebene arabische Astrologie nennt den 20. Mai für den Frühauf- und den 17. November für den Frühuntergang (siehe auch: Heliakisch); in der alten griechischen Tradition erwähnt die Geoponica (Kap. 1) die entsprechenden Daten für den 10. Juni und 4. November.
Für die Blackfoot Nordamerikas war das Sternbild der Plejaden von entscheidender Bedeutung. Die Blackfoot waren nomadische Jäger und Sammler. Sie wohnten in kleinen Gruppen in Tipis aus Bisonfellen. Zu Jagdzügen schlossen sich manchmal einige Gruppen oder gar ein gesamter Unterstamm zusammen. Der Stand der Plejaden zu Beginn der Trockenzeit war das Startsignal für eine aufwendige Treibjagd der riesigen Bisonherden. Sind dann die Plejaden am Sternenhimmel Ende April verschwunden, sind auch die Bisons verschwunden.

### Plejaden bei Kreisgrabenanlagen
Bei mehreren jungsteinzeitlichen Kreisgrabenanlagen in Niederösterreich schien eines der 4–6 Eingangstore in Richtung des Aufgangs der Plejaden zu liegen. Heliakischer Aufgang wird der Zeitpunkt bzw. die Richtung genannt, in der ein Gestirn erstmals in der Morgendämmerung sichtbar wird, nachdem es einige Monate lang – von der Sonne überstrahlt – unsichtbar war. Eine Nutzung dieser Beobachtung im Sinne eines Kalendersignals schien sich anzubieten. 
Dass dieses Sternwölkchen und nicht ein leichter zu beobachtender heller Stern dazu benützt wurde, schien auf die besondere Bedeutung der Plejaden für manche Kulturkreise hinzudeuten, wie es auch die Himmelsscheibe von Nebra nahelegt. Eine Detailuntersuchung hat dieser Hypothese jedoch die Datengrundlage entzogen.

### Pazifisches Neujahrsfest
In pazifischen Kulturen bestimmt der Aufgang der Pleiaden das Neujahrsfest. In Neuseeland ist Matariki eines der wichtigsten Feste der Māori. Auf der Inselwelt Französisch-Polynesien feiert man einmal jährlich das Plejadenfest. Es ist eine Art Neujahrsfest, ein Fest der Fülle und des Wandels.

## Bedeckung

### Durch den Mond

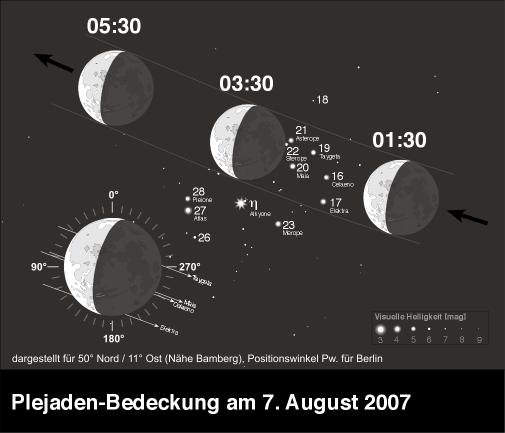
Plejadenbedeckung durch den Mond, Skizze (7. August 2007)

Plejadenbedeckung durch den Mond, Aufnahme (23./24. Februar 2007)

Die Plejaden bilden zusammen mit den Hyaden das sogenannte Goldene Tor der Ekliptik, durch das die Sonne, der Mond und alle Planeten regelmäßig hindurchtreten. Alle 18,6 Jahre werden abwechselnd die Plejaden oder die Hyaden über einen längeren Zeitraum regelmäßig vom Mond bedeckt. Die letzte Serie für die Plejaden gab es von 2005 bis 2009 (hier die in Mitteleuropa beobachtbaren Ereignisse):
- 7. August 2007 (01:30 Uhr MESZ)
- 28. Oktober 2007 (01:00 Uhr MESZ)
- 21. Dezember 2007 (22:45 Uhr MEZ)
- 12. März 2008 (19:15 Uhr MEZ)
- 23. August 2008 (ab Mitternacht mit Mondaufgang)
- 20. September 2008 (05:00 Uhr MESZ)
- 13. November 2008 (19:15 Uhr MEZ)
- 7. Januar 2009 (18:30 Uhr MEZ)
- 18. Juli 2009 (03:15 Uhr MESZ)
- 7. Oktober 2009 (23:45 Uhr MESZ, naher Vorbeigang)
- 29. Dezember 2009 (03:15 Uhr MEZ)

Danach kam es erst wieder ab dem Jahr 2024 für einen Beobachter auf der Erde zu zeitweiligen Verdeckungen der Plejaden durch den Mond. Von Deutschland aus gesehen, erfolgte die erste Bedeckung von Atlas (in südlicheren Breiten auch von Pleione) durch den zunehmenden Halbmond am 26. August 2024 um 4:30 Uhr (UTC).

### Durch Planeten
Aufgrund der starken Bahnneigung von 7 Bogengrad kann der Merkur die nördliche ekliptikale Breite der Plejaden um rund 4 Bogengrad ebenfalls erreichen. Wegen der Sonnennähe von Merkur ist dies jedoch nur in der Dämmerung zu beobachten, so dass die Plejaden und deren Bedeckung dann in der Regel freiäugig nicht gesehen werden können.
Die Venus hat eine Bahnneigung von nur 3,4 Bogengrad, so dass sie heute zwar dicht an den Plejaden vorbeiziehen, sie jedoch nicht mehr bedecken kann. Wegen der Eigenbewegung der Plejaden war dies vor über 4800 Jahren für den südlichsten Stern der Plejaden, Atlas, jedoch noch möglich. Bei großer Elongation der Venus konnte dieses Ereignis dann auch freiäugig in der astronomischen Dämmerung beobachtet werden.